# Gary Johnson (voetbalcoach)
Gary Stephen Johnson (Hammersmith, 28 september 1955) is een Engels voetbaltrainer. Sinds 2018 is hij de trainer van Torquay United FC. Van 1999 tot 2001 was hij bondscoach van het Lets voetbalelftal.
Johnson was voorheen verbonden aan Cambridge United, Kettering Town, Watford (als directeur van hun jeugdacademie), het Letse nationale team, Yeovil Town in twee perioden: Bristol City, Peterborough United, Northampton Town en Cheltenham Town.
Zijn zoon Lee is de manager van Bristol City.